# Resolució 1943 del Consell de Seguretat de les Nacions Unides
La Resolució 1943 del Consell de Seguretat de les Nacions Unides, adoptada per unanimitat el 13 d'octubre de 2010, va acordar prorrogar el mandat de la Força Internacional d'Assistència i de Seguretat (ISAF) a l'Afganistan un any més fins al 13 d'octubre de 2010 d'acord amb el que autoritzen les resolucions 1386 (2001) i 1510 (2003).
La resolució fou redactada per Turquia.

## Context
La ISAF es va crear al desembre de 2001 després de la invasió de l'Afganistan per part de forces de la coalició de la Operació Llibertat Duradora, liderada per Estats Units i coordinada per l'Organització del Tractat de l'Atlàntic Nord (OTAN). A data agost de 2010, la ISAF estava formada per 120.000 soldats de 47 països diferents, d'ells 78.000 estatunidencs.

## Resolució

### Observacions
En el preàmbul de la resolució 1943 el Consell de Seguretat es va reafirmar en el seu compromís per la sobirania, independència i integritat territorial de l'Afganistan. Es va reafirmar a més en les resolucions anteriorment adoptades nombre 1386 (2001), 1510 (2003), 1833 (2008), 1890 (2009) i 1917 (2010), totes elles sobre Afganistan; les nombre 1267 (1999), 1368 (2001), 1373 (2001), 1822 (2008) i 1904 (2009) referents a l'erradicació del terrorisme; les resolucions 1265 (1999), 1296 (2000), 1674 (2006), 1738 (2006) i 1894 (2009) sobre la protecció dels civils en els conflictes armats; les nombre 1325 (2000), 1820 (2008), 1888 (2009) i 1889 (2009) relatives a les dones i la pau i la seguretat; i finalment les resolucions 1612 (2005) i 1386 (2009) sobre els nens i els conflictes armats.
Es va reconèixer el paper que desenvolupava la Força Internacional d'Assistència i de Seguretat de suport al govern de l'Afganistan, destacant que la responsabilitat de mantenir la seguretat al país incumbia directament a les autoritats locals. El Consell de Seguretat va valorar positivament els avanços obtinguts en matèria de seguretat, govern, drets humans, estat de dret i desenvolupament així com les qüestions intersectorials de la lluita contra els estupefaents, la lluita contra la corrupció i la rendició de comptes. Va reconèixer els esforços que al seu judici estava realitzant la comunitat internacional, especialment l'OTAN, per facilitar el procés de transició a Afganistan i que les forces de seguretat locals poguessin fer assumissin el comandament de les operacions militars i policials abans de 2014.
Per primera vegada des de 2001 es va donar suport al diàleg amb forces talibà cridant a totes les parts i els grups afganesos perquè participin constructivament en un diàleg polític pacífic tal com es va acordar en la Jirga Consultiva de la Pau celebrada a Kabul al juny de 2010.
El Consell de Seguretat mostrà la seva preocupació per la situació de seguretat al país per l'augment en les activitats violentes i d'actes terroristes, els quals condemnava, així com per les conseqüències que aquests fets tenien sobre el poble afganès. Va reconèixer que tant els talibans com Al-Qaeda suposaven una creixent amenaça per a la seguretat al país i va expressar la seva greu preocupació per l'augment de víctimes civils a parer seu la gran majoria d'elles causades pels talibans, Al-Qaeda i altres grups extremistes, reafirmant que s'havien de prendre les mesures necessàries per protegir els civils en els escenaris de conflicte armat. Es va fer especial esment a més al reclutament de nens per les forces dels talibans a l'Afganistan i per aquells que resultaven morts o greument ferits per efecte del conflicte.

### Accions
Al·ludint al Capítol VII de la Carta de les Nacions Unides, el Consell de Seguretat va acordar en la resolució 1943 prorrogar per un període de 12 mesos el mandat de la Força Internacional d'Assistència i Seguretat. Va exhortar als estats membres a reforçar la labor de la Força Internacional mitjançant l'aportació de personal, equips i finançament; encoratjant-los a més a aconseguir l'objectiu que les forces de seguretat de l'Afganistan siguin autosuficients, responsables, estiguin equilibrades des del punt de vista ètnic i puguin vetllar per la seguretat i garantir l'estat de dret en tot el país destacant la labor que haurien d'exercir l'Exèrcit Nacional i la Policia Nacional de l'Afganistan.
El Consell de Seguretat va exhortar a la ISAF i al representant civil superior de l'OTAN al fet que seguissin col·laborant estretament amb el Govern de l'Afganistan i amb el representant especial del secretari general de les Nacions Unides d'acord amb el que s'indica en la resolució 1917, col·laborant també amb les forces de la coalició de l'Operació Llibertat Duradora quant a l'execució del mandat de la força.
Finalment el Consell de Seguretat va acordar seguir ocupant-se activament de la qüestió de l'Afganistan dins de la seva agenda.